# Yên Minh (xã)
Yên Minh là một xã cũ thuộc huyện Ý Yên, tỉnh Nam Định, Việt Nam.
Xã có diện tích 7,45 km², dân số năm 1999 là 4.311 người, mật độ dân số đạt 579 người/km².